# Abraham Cabrera
Abraham Cabrera Scapín , né le 20 février 1991 à Santa Cruz de la Sierra, est un footballeur international bolivien qui évolue au poste de latéral gauche.

## Carrière
Cabrera est formé au Club Bolívar et entre dans l'effectif professionnel en 2011. Néanmoins, pendant deux saisons, il joue très peu, relégué à un rang de réserviste. Il est prêté durant la saison 2011/2012 au La Paz Fútbol Club où il fait une excellente saison. 
Remarqué, il joue en équipe nationale pour la première fois, dans le cadre d'un match amical contre le Venezuela, le 14 août 2013. 

## Palmarès
- Vainqueur du tournoi d'ouverture du championnat bolivien 2014 (avec The Strongest La Paz)